# Abri de la Ceja de Piezarrodilla
L' Abri de la Ceja de Piezarrodilla est un abri sous roche situé dans la commune de Tormón, comarque de Comunidad de Teruel dans la province de Teruel,.
Il contient des peintures rupestres de thèmes variés de l'art levantin, d'Art schématique ibérique et de gravures, faisant partie de l'ensemble de l'Art rupestre du bassin méditerranéen de la péninsule Ibérique déclaré patrimoine mondial par l'UNESCO en 1998 (réf. 874-561).
Il appartient au groupe d'abris sous roche du Prado de Tormón, dans le parc culturel d'Albarracín.

## Découverte et localisation
Découvert par Henri Breuil et Hugo Obermaier (1927), l'abri a ensuite été examiné par d'autres chercheurs (Eduardo Hernández-Pacheco y Estevan (1959) ; Antonio Beltrán Martínez (es) (1968 et 1993), et Fernando Piñón Varela (1982). Au milieu des années 80 (1986), Julián Sáez, guide-garde des abris sous roche d'Albarracín, a découvert dans l'abri une nouvelle figure qui était passée inaperçue.
Le refuge est situé à côté du l'abri de la Cerrada del Tío Jorge, à proximité de la Casa Forestal de Tormón (es). Il est situé dans la partie supérieure d'une puissante forêt, juste en dessous du mirador de Piezarrodilla, d'où l'on peut admirer une vue magnifique sur le Prado de Tormón.

## Description
La première description des peintures de cette grotte correspond à Breuil et Obermaier (1927) :

« Cette grotte, située à environ 100 mètres au-dessus du niveau de la vallée, s'ouvre également vers l'E., et domine le Prado de Tormón. Son accès est assez difficile, et il contient la figure d'un taureau, dont la découverte est également due au professeur H. Breuil. (Voir planche) Le tableau mesure 74 cm de long et ressemble aux taureaux d'Albarracín et au tableau no.23 de l'abri Los Toros, puisque son corps est allongé, ses pattes sont assez basses, son museau est court et ses cornes sont longues et en forme de lyre. Il est peint en noir, celui-ci étant plus intense sur la tête et sur les bords de la silhouette. 

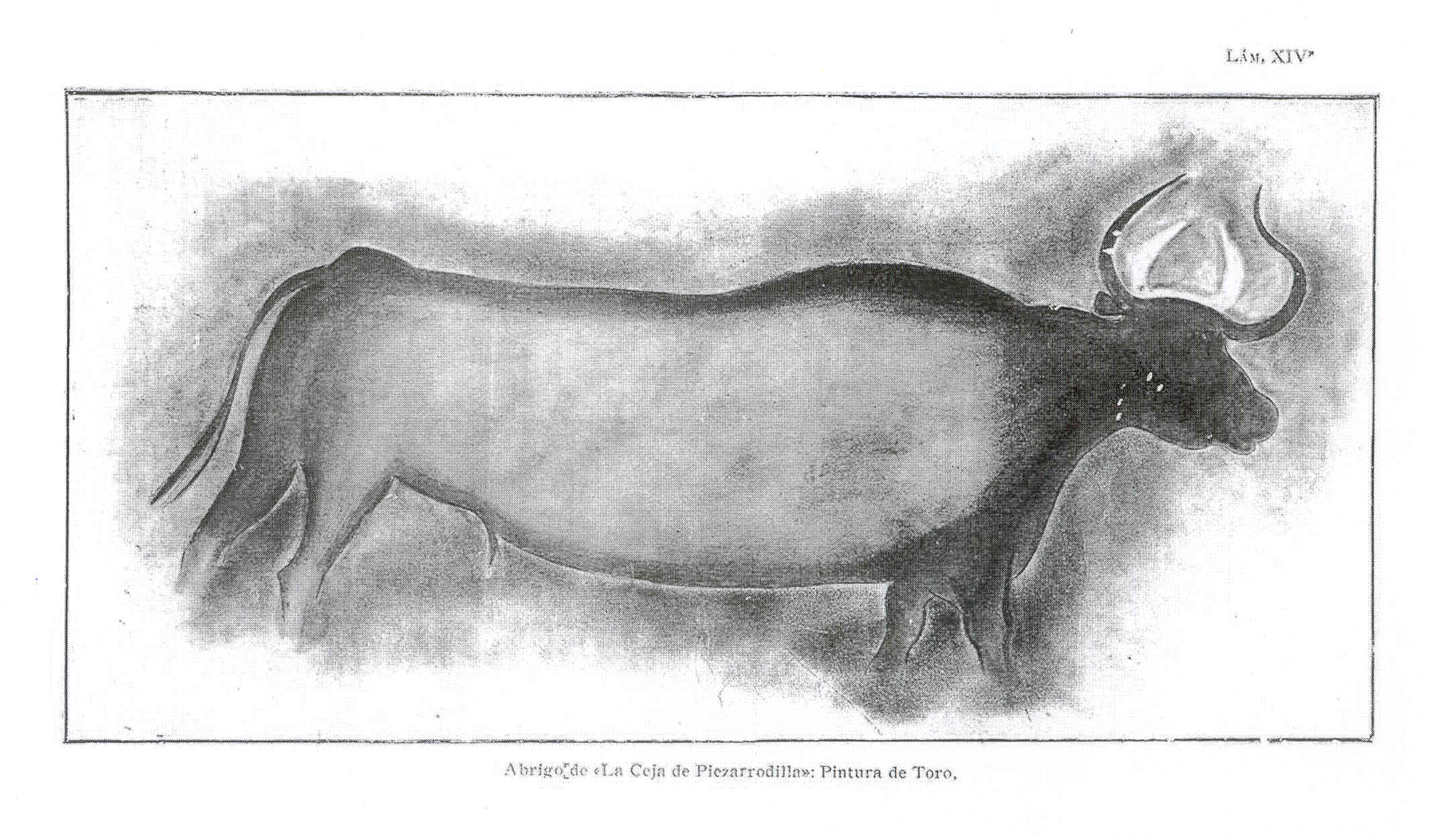
Planche de Breuil et Obermaier

Les peintures rupestres autour de Tormón (Teruel), Henri Breuil et Hugo Obermaier »

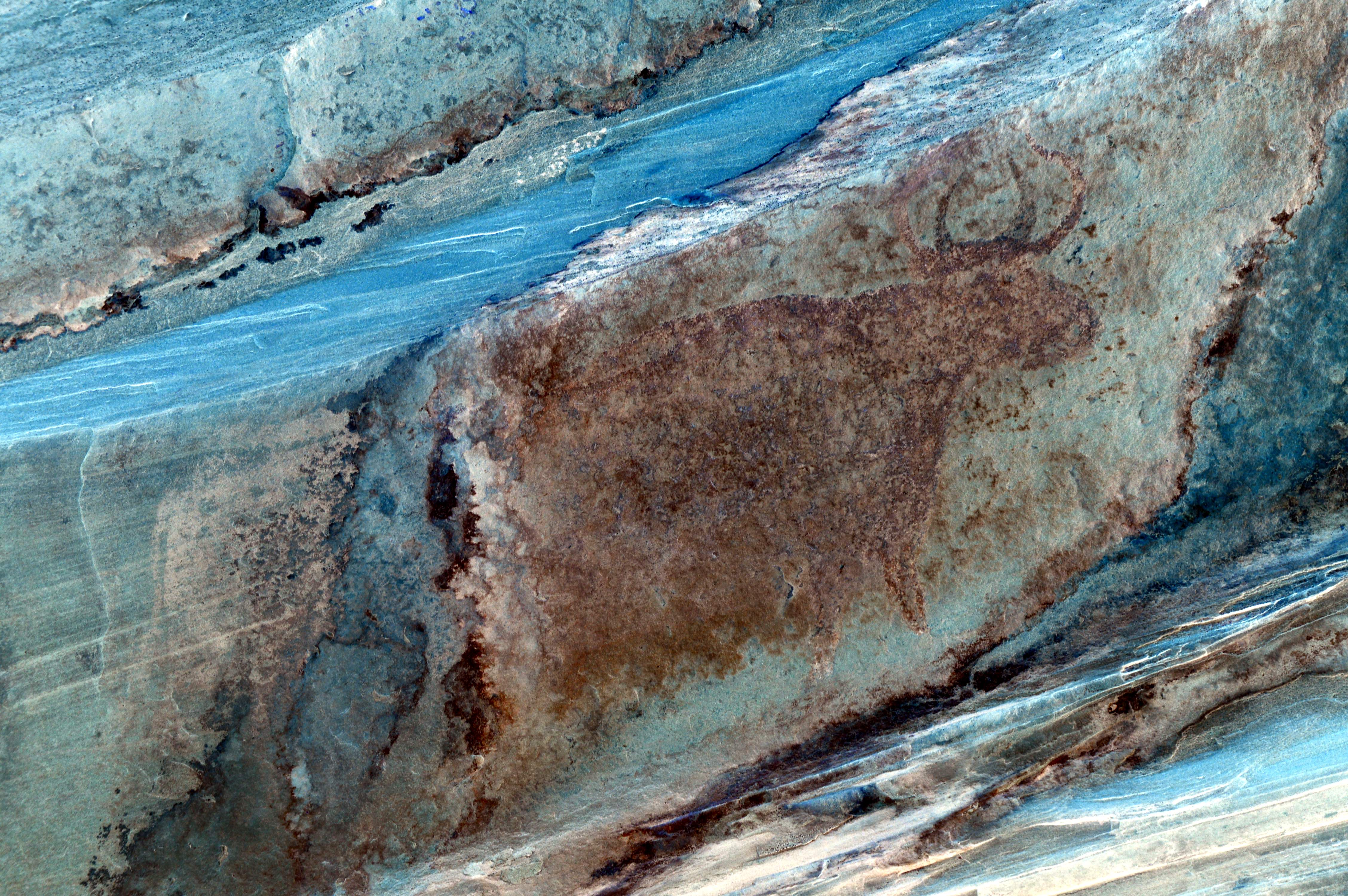
Détail du bovidé

Des études ultérieures mettent l'accent sur la figure du grand bovidé (66,5 × 35 cm) situé sur le côté gauche de l'abri (à 2,50 m du sol de l'abri et à 1,08 m du sol de l'étagère sur laquelle il a été peint), repeint jusqu'à trois fois et dans différentes nuances.
Les dernières études montrent un changement dans la tonalité chromatique de la figure bovine, par rapport aux images précédentes. Les chercheurs pensent que les changements de couleur peuvent être dus à une invasion de germes subis par le tableau (lichens, cyanobactéries), faisant perdre au tableau sa visibilité et mettant en danger sa conservation dans le futur.

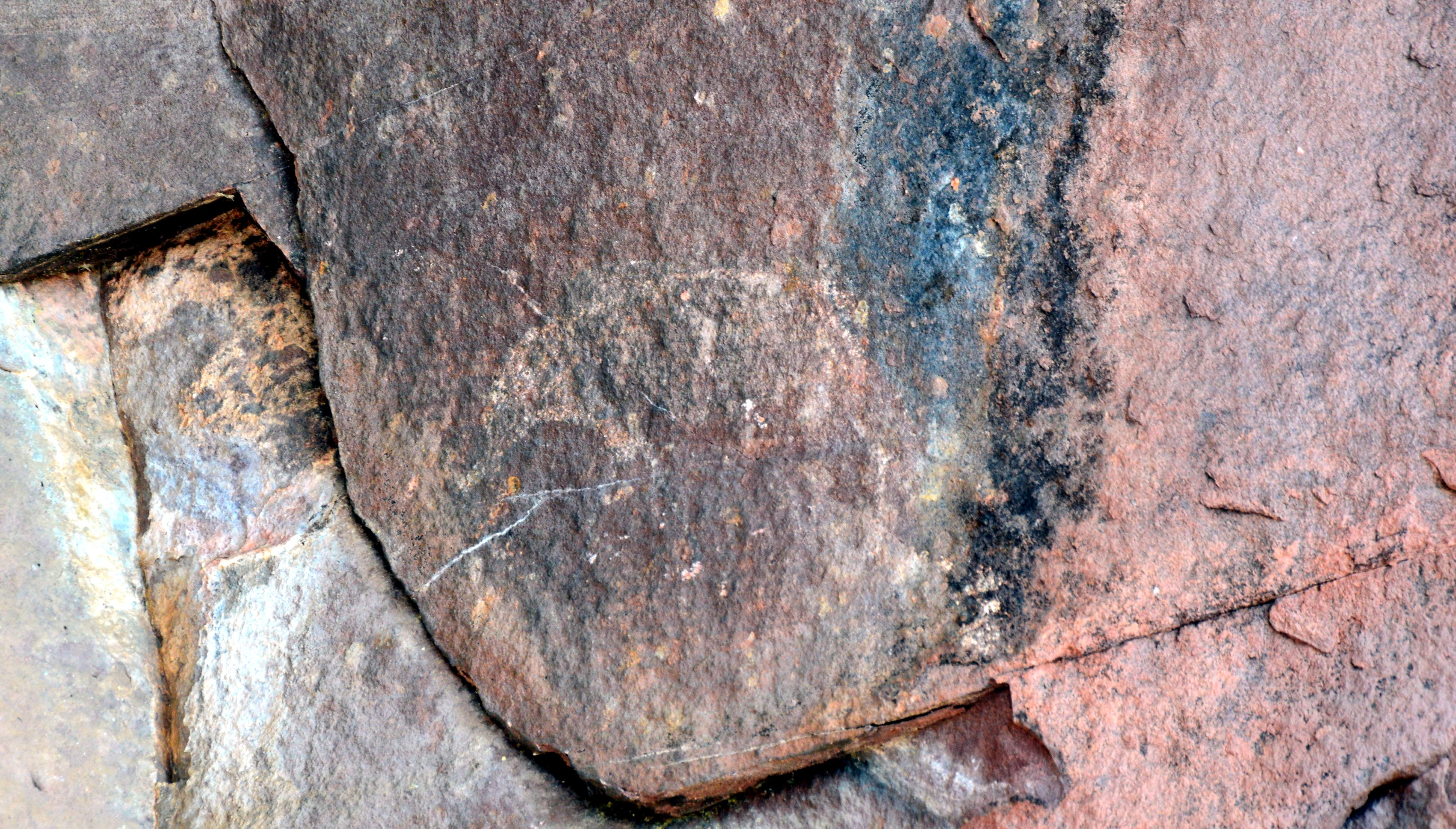
Deuxième motif

Le deuxième motif pictural du panneau (passé inaperçu jusqu'au milieu des années 80) se retrouve à l'entrée de l'abri à 4,47 m du gros bovidé décrit ci-dessus (1,30 m de hauteur et 2,41 m du sol) :

« Il s'agit d'un motif blanc, situé presque à l'entrée de l'abri, sur un plan rocheux avec une orientation différente par rapport à la figure précédente. [...] Le motif présente un corps, dans une certaine mesure robuste, qui se caractérise par la représentation de jambes fines et bien modelées, notamment celles de devant, ouvertes en « V » inversé. Le cou paraissait courbé, sans que la tête ait été conservée ni complétée.
Les peintures rupestres de Bezas et Tormón (Teruel), Manuel Bea et Jorge Angás »

Bien qu'au départ la figure soit interprétée comme un éventuel phacochère (sanglier), sept études récentes tendent à considérer qu'il s'agit d'un cervidae ou d'un equidae qui, en raison de la détérioration du support, a perdu la tête ou n'a pas été peint.

### Techniques de peinture
Encre plate, repeinte en plusieurs phases décoratives : initialement blanc jaunâtre (actuellement visible sur les bois, sur le museau et sur la partie poitrine) ; dans un second temps, de couleur blanc-orange (en plus de délimiter la figure avec une fine gravure) et enfin avec des remplissages noirâtres, cachant pratiquement les couleurs précédentes.